# Harmonisk gennemsnit
Det harmoniske gennemsnit (eller det harmoniske middeltal) mellem a og b kan beskrives således
{\displaystyle {H}={\frac {2}{{\frac {1}{a}}+{\frac {1}{b}}}}={\frac {2ab}{a+b}}}
Mere generelt er det harmoniske gennemsnit af x1, x2,...,xn: 
{\displaystyle {H}={n \over {\sum _{i=1}^{n}{1 \over x_{i}}}}={n \over ({1 \over x_{1}}+\cdots +{1 \over x_{n}})}}
Ligesom andre gennemsnit vil det harmoniske gennemsnit af a1, a2,...,an være mellem det mindste og det største af disse n tal. 
Det harmoniske gennemsnit kan bruges til at beregne gennemsnitshastighed: Hvis man kører en km med 40 km/t og derefter kører en km med 60 km/t, vil gennemsnitshastigheden for det harmoniske gennemsnit af disse to tal blive: 48 km/t. 
Det aritmetiske gennemsnit bliver: 50 km/t.
| Matematik | Spire Denne artikel om matematik er en spire som bør udbygges. Du er velkommen til at hjælpe Wikipedia ved at udvide den. |